# Hélio Cunha
Hélio Domingues da Cunha é um artista plástico português, nascido na Penha de França, Concelho de Lisboa a 25 de Maio de 1948.

## Biografia / Obra
Em 1978 viveu em Inglaterra, onde iniciou estudos e experiências no domínio das Artes Plásticas. Na década de oitenta frequentou o atelier de Mestre Soares Branco nos Coruchéus. Foi sócio da Viragem em Cascais e do Centro de Actividades Artísticas Árvore no Porto. Actualmente é sócio da Sociedade Nacional de Belas-Artes em Lisboa e do Círculo Artístico e Cultural Artur Bual na Amadora.
Tomou parte nas exposições de homenagem a Artur Bual, José Garcês, António Inverno, Cruzeiro Seixas e em coletivas no Centro Cultural de Belém e na Walsall Art Gallery em Inglaterra.
Dedicaram textos ao pintor à sua obra: Álvaro Lobato de Faria, António Valdemar, António Victorino de Almeida, Cruzeiro Seixas, Edgardo Xavier, Eduardo Nascimento, Eurico Gonçalves, Fernando Dacosta e Rui Mário Gonçalves.
Possui obras no acervo de várias instituições públicas e privadas, como o Museu do Chiado em Lisboa, a Fundação Oriente, A Fundação Cupertino de Miranda, a Câmara Municipal de Lisboa, a Câmara Municipal da Amadora, a Fundação Portugal Telecom, Museu Condes de Castro Guimarães; Museu Municipal de Vila Real; Museu de Arte Contemporânea do Sabugal; Sociedade Martins Sarmento; Banco de Portugal; Walsall Metropolitan Museum em Inglaterra, Bloxwich Golf Club; Gallery Fellini, Berlim; Museu Estadual do Recife no Brasil, o Museu de Arte de Macau na China. Mencionado na Public Catalog Foundation e no site da BBC "Your Paintings".
"Espaço Hélio Cunha", Município de Avis, será inaugurado brevemente com o acervo do pintor na Casa das Artes na mesma localidade, conforme o indicado em reunião de Câmara de 12 de Junho de 2019.

## Prémios e Distinções
Recebeu em 4 diferentes ocasiões o Prémio de Pintura da TLP (empresa de telecomunicações de Portugal, hoje parte da Portugal Telecom), inclusive o prémio principal da categoria e uma Menção Honrosa em 1986.  
Prémio de Pintura MAC 2015 e Prémio MAC 2019 de 40 Anos de Carreira. 
Um filme sobre a sua obra, realizado por Álvaro Queirós, figura nos arquivos da Cinemateca Portuguesa.

## Principais Exposições
A partir de 1982 realizou 54 exposições individuais e participou em mais de 150 coletivas, nomeadamente  na Junta de Turismo da Costa do Estoril;  Galeria Diário de Notícias; Galeria de Arte Moderna da Sociedade Nacional de Belas-Artes; Galeria Municipal de Sintra; CNAP - Clube Nacional de Artes Plásticas; Galeria Municipal Artur Bual; Centro de Exposições de Odivelas, Sala António Lino; Convento de S. José, Lagoa; Centro UNESCO do Porto; Cooperativa de Atividades  Artísticas Árvore, Porto; Salão Nobre da Alfândega do Porto; MAC - Movimento Arte Contemporânea ; Galeria Espaço Exibicionista;  Paço da Cultura da Guarda; Caixa Geral de  Depósitos; Museu da Água; Galeria DGAJ, Campus da Justiça; Mãe d’ Água das Amoreiras; Fundação Marquês de Pombal; Galeria de Exposições Temporárias do Centro Cultural de  Belém; Museu Monográfico de Conímbriga; Fundação Champalimaud; Ministério da Defesa Nacional; Galeria EMMA, Madrid; Consulado Português em Paris;  Alfa Laval Art Association, Lund, Suécia; Walsall Art Gallery, Birmingham; Gallery 118, Londres; Fellini Gallery, Berlim; Artexpo New York 2011.

## Exposiçoes com Cruzeiro Seixas
2013 "Pintura, Desenho e Colagem", no Forte do Bom Sucesso, Belém.
2017 "Encontro", no MAC - Movimento Arte Contemporânea.
2019 "Imagens", no Sindicato dos Professores da Grande Lisboa.